# Relationer mellan Ungern och USA
Relationer mellan Ungern och USA är de bilaterala relationerna mellan Ungern och USA.

## Historik
Sedan Österrike-Ungern upphört efter första världskriget upprättade Ungern och USA diplomatiska förbindelser genom en legation i Budapest 1921. Den 10 februari 1922 blev Theodore Brentano USA:s första ambassadör i Ungern.
Under andra världskriget brakade relationerna samman, och relationsproblem uppstod då USA förklarade Tyskland krig den 11 december 1941. Två dagar senare förklarade Ungern krig mot USA. Ambassaden stängdes igen, och diplomater kallades tillbaka till USA. I december 1945 återupptogs förbindelserna och ambassaden kunde öppna på nytt igen.